# معبد نار

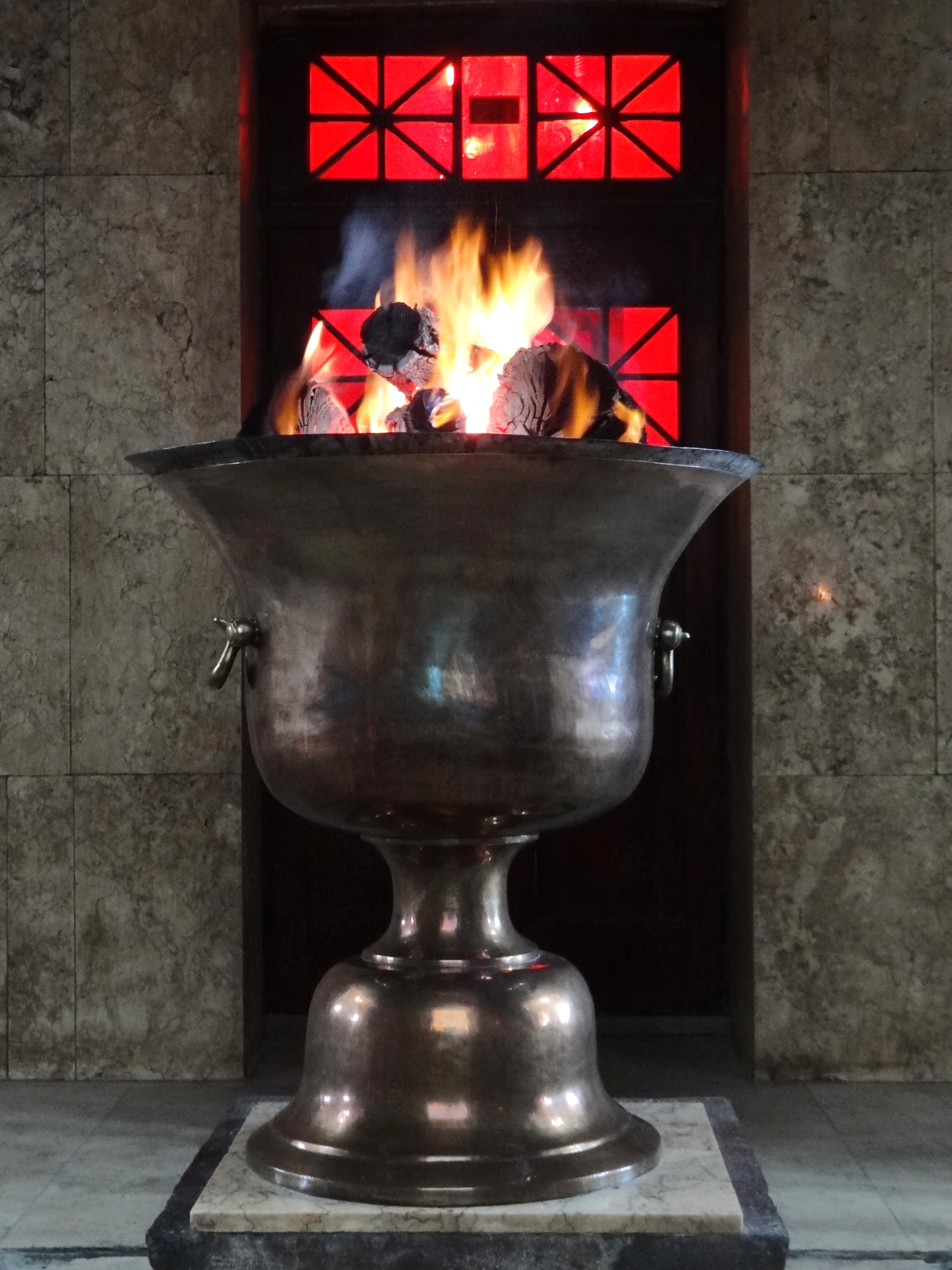
الآنية التي فيها النار

معبد النار (الفارسية: آتشکده) أو دار مهر (در مهر) هو المكان الذي يؤدي فيه الزرادشتيون طقوسهم الدينية. في الديانة الزرادشتية (الديانة القديمة لإيران (بلاد فارس))، تعتبر النار (أتار) إلى جانب الماء النظيف (أبان) من طقوس الطهارة.
بحلول عام 2019، كان هناك 167 معبدًا للنار في العالم، منها 45 في مومباي وحدها، و105 في باقي مدن الهند، و 27 في البلدان الأخرى. كانت هناك عادة دينية في الهند تتمثل في عدم السماح للمرأة الزرادشتية بدخول معبد النار وبرج الصمت إذا تزوجت من شخص غير زرادشتي. تم الطعن في هذه العادة الدينية أمام المحكمة العليا في الهند بعد أن مُنعت امرأة زرادشتية من دخول دور العبادة الزرادشتية.

## التاريخ والتطور

### المفهوم
ظهرت طقوس النار الزرادشتية لأول مرة في القرن التاسع قبل الميلاد مع طقوس الديانة الزرادشتية نفسها. يظهر في نفس الوقت تقريبًا مع تقديس الأضرحة ويتزامن تقريبًا مع ظهور أتار كإله. لا توجد أي إشارة إلى معبد النار في الافيستا (كتاب الزرادشتيون المقدس)، ولا يوجد أي وصف له باللغة الفارسية القديمة.

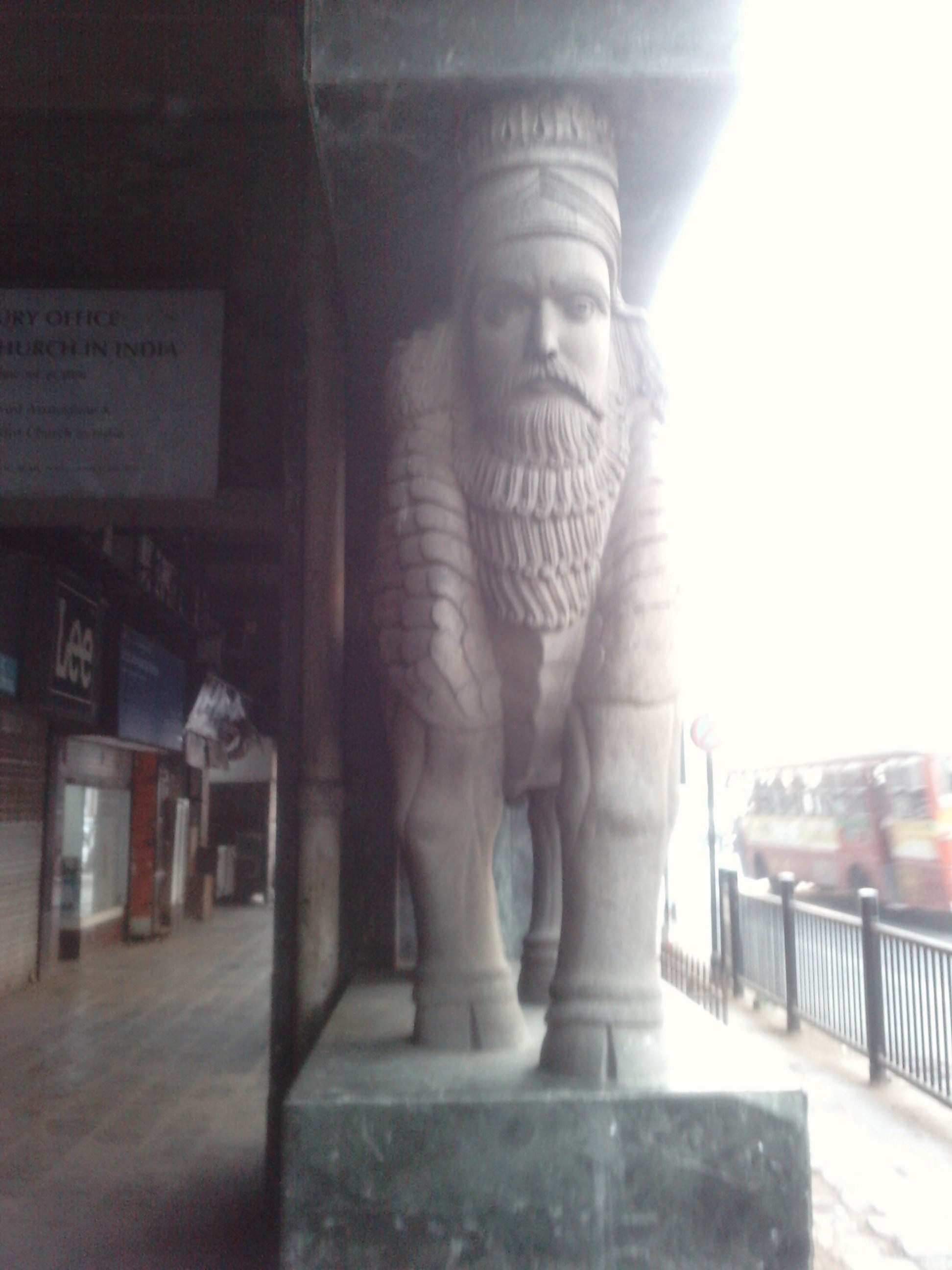
معبد نار أثري في الهند

تشتهر الفترة الساسانية بمعابد النار الزرادشتية ومنها:
- معبد نار آذرفرنبغ
- معبد نار آذركشنسب (تخت سليمان)
- معبد نار كشاورزان
- معبد نار آتشكوه
- معبد ناب آذر برزين مهر
- معبد نار آذر خش
- معبد نار آمل
- معبد نار اسباخو
- معبد نار سبرو
- معبد نار صميكان
- معبد نار كازرون
- معبد نار كركويه
- معبد نار نوبهار (أفغانستان)
- معبد نار يزد

اشتهر بناء معبد نار الزرادشتيين، بـ«نار ورهام يزد»، الذي بني عام 1353 للهجرة. يرتفع البناء الاصلي للمعبد مترين عن سطح الأرض وسط حديقة كبيرة تغطيها الاشجار، وعند الضلع الجنوبي للمدخل حوض ماء ترى فيه انعكاس صورة اعمدة البناء الحجرية. والغرفة الخاصة للنار تقع وسط المبنى وفي داخلها مُجَمّرة يُشعَل فيها النار بعيدة عن أشعة الشمس والرياح والامطار. وصمم محيط المعبد وجوانبه ليكون مكانا للصلاة والعبادة والتضرع. اما تصميم بنائها فيقترب من بناء معبد نار بارسيان في الهند وكأن احدهما اقتبس من الآخر. وحسب ماينقلونه بأن قدم النار المشتعلة في هذا المعبد تعود إلى 1515 سنة وهي قبل نار «ناهيد بارس» والتي يسميها الزرادشتيون بمعبد نار ورهرام، وهذه النار تنقلت بين عدة معابد، ولازالت النار مشتعلة حتى الآن.